# Alguacilillo

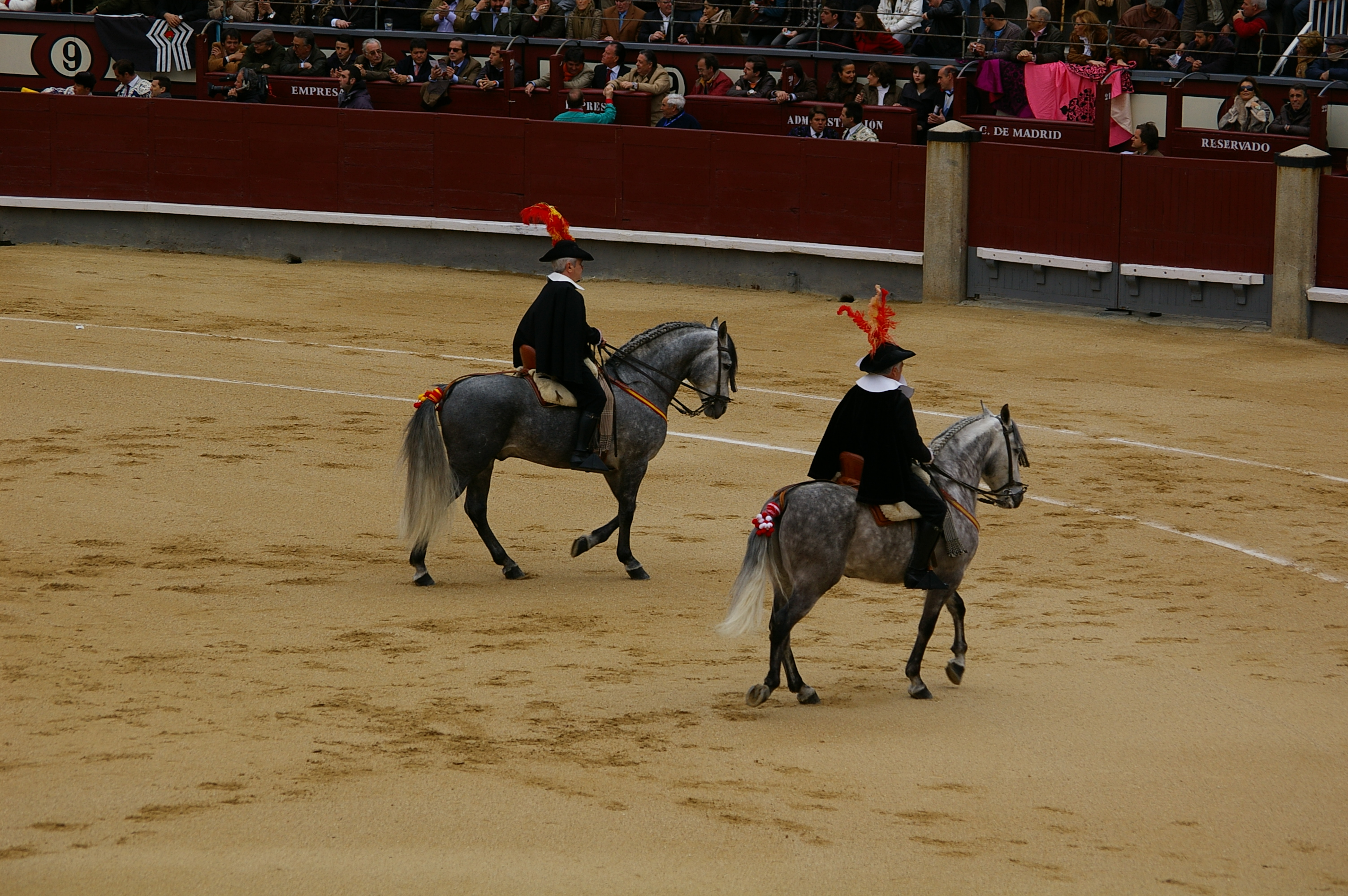
I due alguacilillos vanno a salutare la presidenza durante il paseíllo
che dà inizio alla celebrazione della corrida.

L'alguacil o alguacilillo è il cavaliere incaricato di trasmettere ed eseguire gli ordini del presidente durante le corride. Di solito indossa abiti che ricordano quelli del tempo di Filippo IV. Fa parte della tradizione taurina, rievocando la figura dell'"alguacil", un funzionario pubblico esecutivo. Fanno la loro comparsa a cavallo e in coppia, eseguendo simbolicamente la cerimonia di "despejo" (sgombero) della piazza, facendo una passeggiata intorno all'arena, in ricordo di quando il pubblico doveva essere evacuato dalla piazza pubblica affinché la celebrazione potesse iniziare in sicurezza.
I due alguacilillos sono i primi membri dell'entourage del paseíllo ad entrare nell'arena. Il suo compito è, oltre a eseguire gli ordini del presidente, raccogliere (simbolicamente) la chiave del toril, consegnare i premi ai toreri e precedere le bande durante il paseo. Insieme ai picadores e ai rejoneadores (nel caso delle corride dei rejones), sono gli unici componenti che vanno a cavallo. A Madrid, percorrono il perimetro vicino alla barriera, ciascuno in una direzione, fino a quando non si incontrano al cancello delle bande (se è una novillada, invece, attraversano l'arena cavalcando insieme).
Una volta simulato il despejo, salutano la presidenza, togliendosi i vestiti e con un breve cenno del capo. Così Gregorio Corrochano ha definito il suo ruolo:
Tradizionalmente, pur mantenendo il loro ruolo punitivo, erano il bersaglio preferito della derisione e dell'odio del pubblico. C'erano momenti in cui il toro veniva liberato velocemente per mettere in imbarazzo il piccolo alguacilillo, che si ritirava frettolosamente, mentre il pubblico lo prendeva in giro. Oggi fanno parte della liturgia taurina e non suscitano più alcun rancore.